# Светлоголовая шпорцевая кукушка
Светлоголовая шпорцевая кукушка (лат. Centropus milo) — вид птиц семейства кукушковых (Cuculidae). Выделяют два подвида. Эндемик Соломоновых островов.
Видовое название относится к греческому атлету Милону Кротонскому (около 555 г. до н. э. — после 510 г. до н. э.) и намекает на размер птицы.

## Описание
Светлоголовая шпорцевая кукушка является наиболее крупной шпорцевой кукушкой, превосходящей по массе тела других крупных представителей рода, таких как Centropus goliath; и, вероятно, одна из самых крупных кукушек, сравнимая по массе с исполинской кукушкой (Scythrops novaehollandiae). Общая длина варьируется от 62 до 68 см, а масса — от 742 до 769,4 г. Характерны тяжёлый загнутый клюв, длиной 52—73 см; короткие крылья (длина крыла варьируется от 24,5 до 29 см), длинный хвост (длина хвоста 31,2—41,0 см) и длинный прямой коготь на заднем пальце (17—23 мм). Половой диморфизм в окраске оперения не выражен. Голова, шея, мантия, подбородок, горло и грудь буровато-белые. Нижняя часть спины, надхвостье, крылья и хвост чёрного цвета со слабым пурпурным оттенком. Брюхо, подхвостье и бока черновато-коричневые. Радужная оболочка красновато-коричневая. Клюв и ноги от тёмно-серого до чёрного цвета.
Окраска оперения молодых особей существенно отливается от таковой взрослых. Крылья и хвост красновато-коричневые с чёрными поперечными полосами. Оперение остальной части тела коричневого цвета с чёрными крапинками. Радужная оболочка серовато-коричневая. Клюв коричневый с более бледным подклювьем. Ноги голубовато-серые.

## Биология
Светлоголовая шпорцевая кукушка обитает во влажных равнинных и горных тропических лесах, в кустарниковых зарослях, на плантациях и в садах. Ведёт преимущественно наземный образ жизни. Питается насекомыми (богомолы, кузнечики, жуки, куколки насекомых) и крупными многоножками.

## Подвиды и распространение
Выделяют два подвида:
- C. m. albidiventris Rothschild, 1904 — острова Нью-Джорджия
- C. m. milo Gould, 1856 — острова Гуадалканал и Нггела